# Dorothy Knowles
Dorothy Knowles  (* 28. März 1906 in Johannesburg; † 10. November 2010 in London) war eine  britische Romanistin und Theaterwissenschaftlerin.

## Leben und Werk
Dorothy („Diana“) Knowles kam, nach dem Tod ihres Vaters, 1912 mit ihrer Mutter von Südafrika nach Leeds. Sie studierte an der dortigen Universität (Abschluss 1928), sowie an der Sorbonne. In Paris wurde sie habilitiert mit den beiden Thèses La réaction idéaliste au théâtre depuis 1890 (Paris, Droz, 1934; Genf, Slatkine, 1972) und La Censure au théâtre et au cinématographe (erschienen englisch u.d.T. The Censor, the drama and the film, 1900-1934, London, Allen and Unwin, 1934). Sie lehrte von 1934 bis 1967 an der Universität Liverpool, dann noch bis in die achtziger Jahre am Bedford College, wo ihr Ehemann John Stephenson Spink, den sie 1940 geheiratet hatte, Professor für Französisch war. Dorothy Knowles war daneben eine begabte Tänzerin und sportlich erfolgreiche Fechterin. Sie starb im Alter von 104 Jahren.
Dorothy Knowles darf nicht verwechselt werden mit der gleichnamigen kanadischen Malerin (* 1927).

## Weitere Werke
- French drama of the inter-war years, 1918-39, London, Harrap, 1967.
- Armand Gatti in the theatre. Wild duck against the wind, London, Athlone, 1989.